# Бергс, Теодор
Теодор Индрикович Бергс (латыш. Teodors Bergs; 27 июля 1902, Рига, Российская империя — 3 октября 1966, Рига, СССР) — латвийский и советский шахматист, многократный призёр чемпионатов Латвии по шахматам.

## Карьера шахматиста
В 1926 году Теодор Бергс занимает 2 место в чемпионате Латвии по шахматам и в чемпионате Риги. В 1932 году только поражение в финальном матче (2,5:5,5) против Мовши Фейгина лишило Теодора Берга звания чемпиона Латвии. 1935 году он занял 3 место на международном турнире в Таллине, а в 1937 году завоевал звание национального мастера победив в матче Вольфганга Хазенфусса. Этот успех позволил Теодору Бергу принять участие в международном турнире в Кемери, где в очень сильной конкуренции он занимает 14 место. В 1940 году победил в большом турнире лучших шахматистов Латвии в Риге. В 1941 году в чемпионате Латвии по шахматам он занимает почетное 7 место.
После Второй мировой войны Теодор Бергс активно участвует в восстановление шахматной жизни в Латвии. В 1948 году он занимает почетное 3 место в чемпионате Латвии и в том же году в составе команды Латвии принимает участие в полуфинале командного чемпионата СССР в Риге. В следующем году он заканчивает свои выступления в финалах чемпионатов Латвии, занимая 12 место.